# Departamento Angaco
Angaco es un departamento ubicado en el centro sur de la provincia de San Juan, casi en el centro de la Región de Cuyo, al centro oeste de Argentina.
Posee una superficie de 1865 km² y según el censo del año 2010 contaba con una población de 8.125 habitantes, ubicándolo en el puesto 10º, con respecto a la extensión y en el 16º, en lo que respecta a la población dentro de los diecinueve departamentos de San Juan, situándose aquí el 1,19% de la población Sanjuanina. Su localidad cabecera es Villa del Salvador, principal centro o núcleo gestor institucional y gubernamental de Angaco.
Su territorio presenta un paisaje montañoso hacia el este, mientras que al suroeste prima un paisaje altamente modificado por el hombre a partir del desarrollo de actividades agrícolas intensivas bajo riego, donde se cultivan hortalizas y frutales como: vides y oliva.

## Toponimia
Angaco es un vocablo de origen araucano que significa agua o corrientes que hay en la falda de un cerro.
Fuente: "San Juan Nuestra Tierra" ediciones Argentina.

## Historia

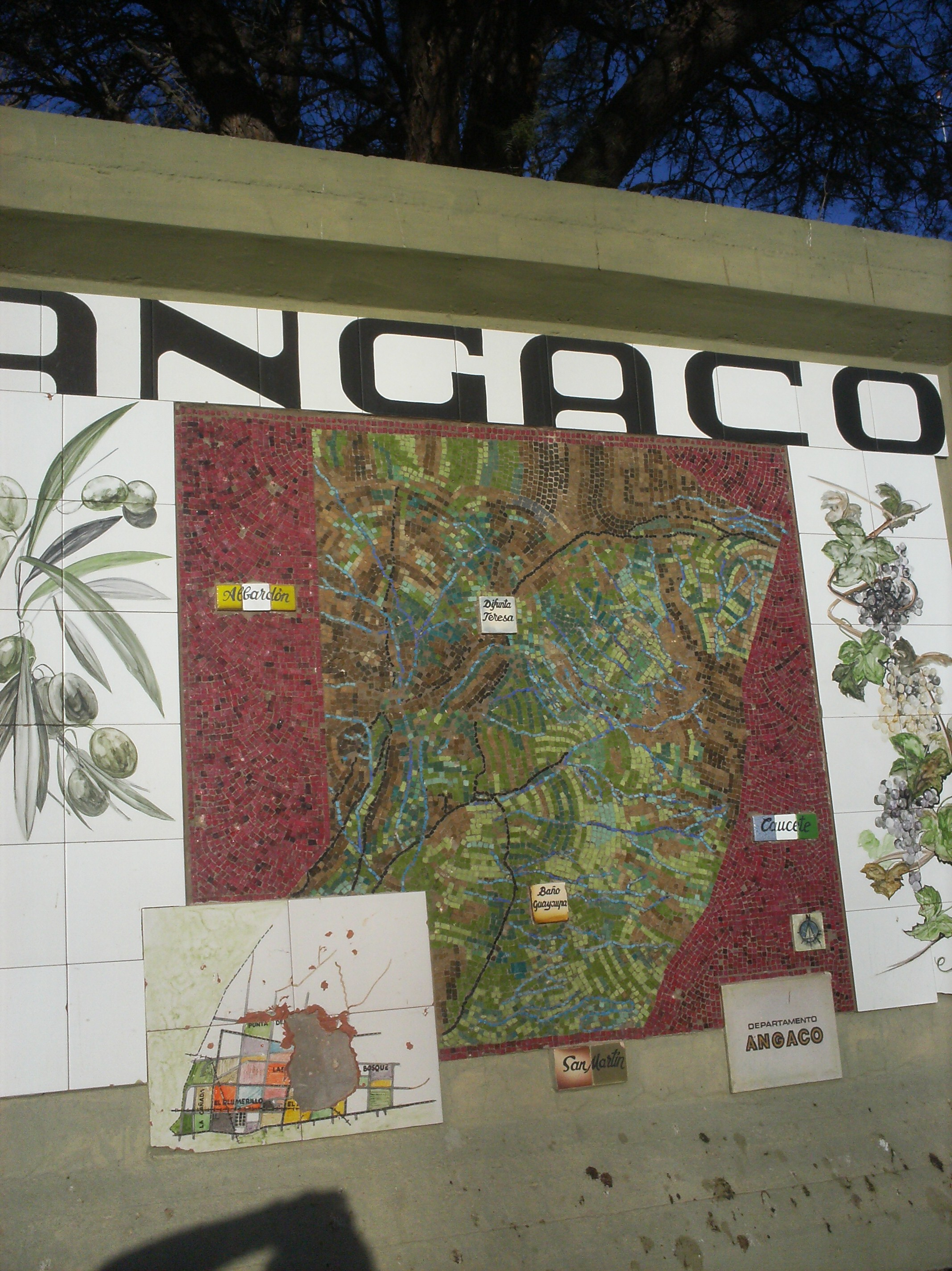
El mapa del departamento en su puerta respectiva.

Cuando los españoles llegaron en 1562, este territorio estaba habitado por los huarpes y su cacique, Angaco, dominaba la zona. Con el casamiento entre el lugarteniente de Juan Jufré, capitán Eugenio de Mallea y Teresa de Asencio, hija del cacique, los españoles se aseguraron el dominio de las tierras originarias. Bajo el gobierno de Ignacio de la Roza se realizó la demarcación de las tierras y se tomaron las medidas necesarias para la creación de la Villa del Valle de Angaco (actuales San Martín, Angaco y Albardón).
El departamento recuerda esta fecha, el 16 de marzo de 1816, como el día de su fundación. Salvador María del Carril, durante su gobernación (1823 – 1825) continuó la obra de De la Roza, realizó el trazado del poblado y la venta de las tierras de los campos de Angaco y Caucete (tuvieron como compradores a Guillermo Collesberry, Juan Quilles y Antonio y José María Torres). La venta de estos terrenos fiscales tuvo como objetivos recaudar fondos para la formación de la Columna Cabot, el poblamiento y el fomento de la producción en los departamentos, por ello el gobierno acompañó estas medidas con disposiciones para estimular su cultivo. Por la ley municipal de 1869, se dividió el departamento en Angaco Norte y Angaco Sur, este último, en 1942, recibió el nombre de San Martín

## Geografía

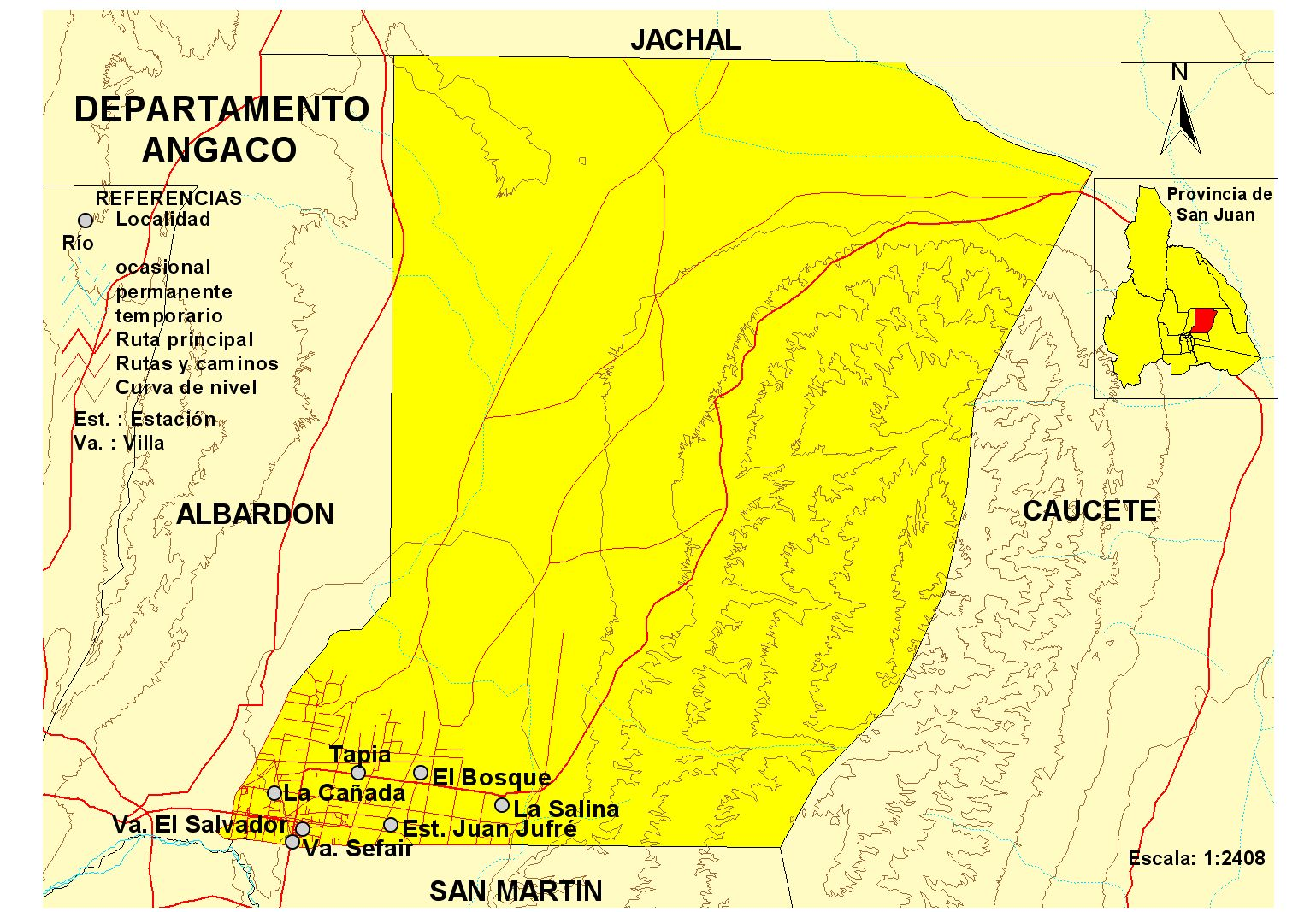
Mapa del departamento.

El Departamento de Angaco se encuentra ubicado en el centro este de la provincia de San Juan, al noreste de la ciudad de San Juan, a 25 kilómetros, tiene 1.865 km² de superficie. Sus límites son:
- Al norte con el departamento de Jáchal
- Al sur con el de San Martín
- Al este con el de Caucete
- Al oeste con el de Albardón

### Relieve
Situado en el centro de la provincia, es la transición de un relieve negativo a un relieve positivo ya que una parte de su territorio pertenece al fértil Valle del Tulum, otra a la Depresión de la Travesía, donde se advierten amplias pampas de salares y campos de tierras salobres, y la otra a las serranías occidentales de Pie de Palo. El departamento debe afrontar graves problemas de suelo como a revenición, salinización, agotamiento e incendios de pastizales causados por el viento Zonda. Por esta razón, la vegetación más representativa es la que se adapta a suelos áridos y salitrosos como jume, zampa, vidriera, jarilla, retamo y tusca; también son característicos los algarrobos. La fauna local la representan: liebres, zorros, quirquinchos, caranchos, águilas, ñandúes y algunos guanacos en las partes más altas, reptiles como la falsa coral, la lagartija y la iguana y las distintas especies de arácnidos.

### Clima

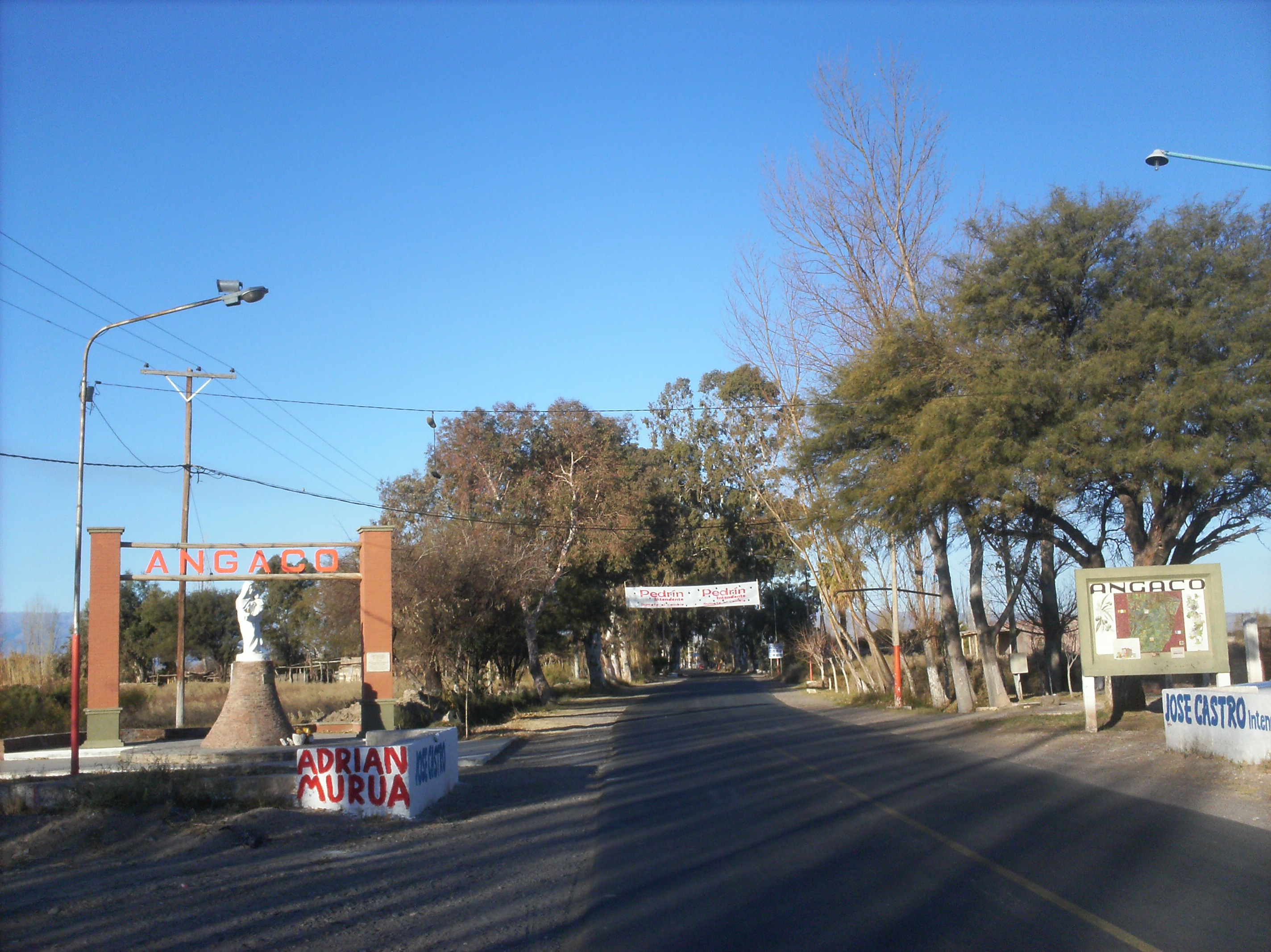
La entrada de al departamento en el límite con Albardón.

Con respecto al clima, las características son similares a las del resto de los departamentos del Valle del Tulum: grandes amplitudes diarias y estacionales. A veces las temperaturas son un poco más bajas porque los grandes espacios verdes existentes actúan como moderadores.
- Coordenadas 31°24′S 68°22′O / -31.400, -68.367

### Sismicidad
La sismicidad del área de Cuyo (centro oeste de Argentina) es frecuente y de intensidad baja, y un silencio sísmico de terremotos medios a graves cada 20 años en distintas áreas aleatorias.
Terremoto de Caucete 1977el 23 de noviembre de 1977, la región fue asolada por un terremoto y que dejó como saldo lamentable algunas víctimas, y un porcentaje importante de daños materiales en edificaciones.
Sismo de 1861aunque dicha actividad geológica catastrófica, ocurre desde épocas prehistóricas, el terremoto del 20 de marzo de 1861 señaló un hito importante dentro de la historia de eventos sísmicos argentinos ya que fue el más fuerte registrado y documentado en el país. A partir del mismo la política de los sucesivos gobiernos mendocinos y municipales han ido extremando cuidados y restringiendo los códigos de construcción. Y con el terremoto de San Juan de 1944 del 15 de enero de 1944 (81 años) el gobierno sanjuanino tomó estado de la enorme gravedad sísmica de la región.
El Día de la Defensa Civil fue asignado por un decreto recordando el sismo que destruyó la ciudad de Caucete el 23 de noviembre de 1977, con más de 40.000 víctimas sin hogar. No quedaron registros de fallas en tierra, y lo más notable efecto del terremoto fue la extensa área de licuefacción (posiblemente miles de km²).
El efecto más dramático de la licuefacción se observó en la ciudad, a 70 km del epicentro: se vieron grandes cantidades de arena en las fisuras de hasta 1 m de ancho y más de 2 m de profundidad. En algunas de las casas sobre esas fisuras, el terreno quedó cubierto de más de 1 dm de arena.

## Población
El censo 2010 arrojó 8125 habitantes.
Para el censo 2022 el departamento registró 10 176 habitantes; lo que representó un aumento en la cantidad de personas del 25,2% mayor que el crecimiento poblacional provinciala situado en 20,8%.
La periferia presenta amplias zonas deshabitadas, ya que la población se concentra en la villa cabecera. El 35% de la población es urbana en contraposición con la población rural, que constituye el 65%. Su constitución poblacional es muy compleja ya que es el único departamento que decreció en sentido absoluto. Las razones por las cuales muchos pobladores han preferido emigrar en busca de otras posibilidades laborales y económicas son varias. En primer lugar debido a la revenición de suelos; en segundo lugar a las grandes sequías de 1966, 1967 y 1968 y, por último al terremoto de 1977.

### Parajes
- El Bosque
- Estación Juan Jufré
- Punta del Monte
- El Alamito
- Campo de Batalla
- Divisoria
- El Plumerillo
- La Cañada
- Las Tapias
- La Puntilla
- San Isidro

## Economía

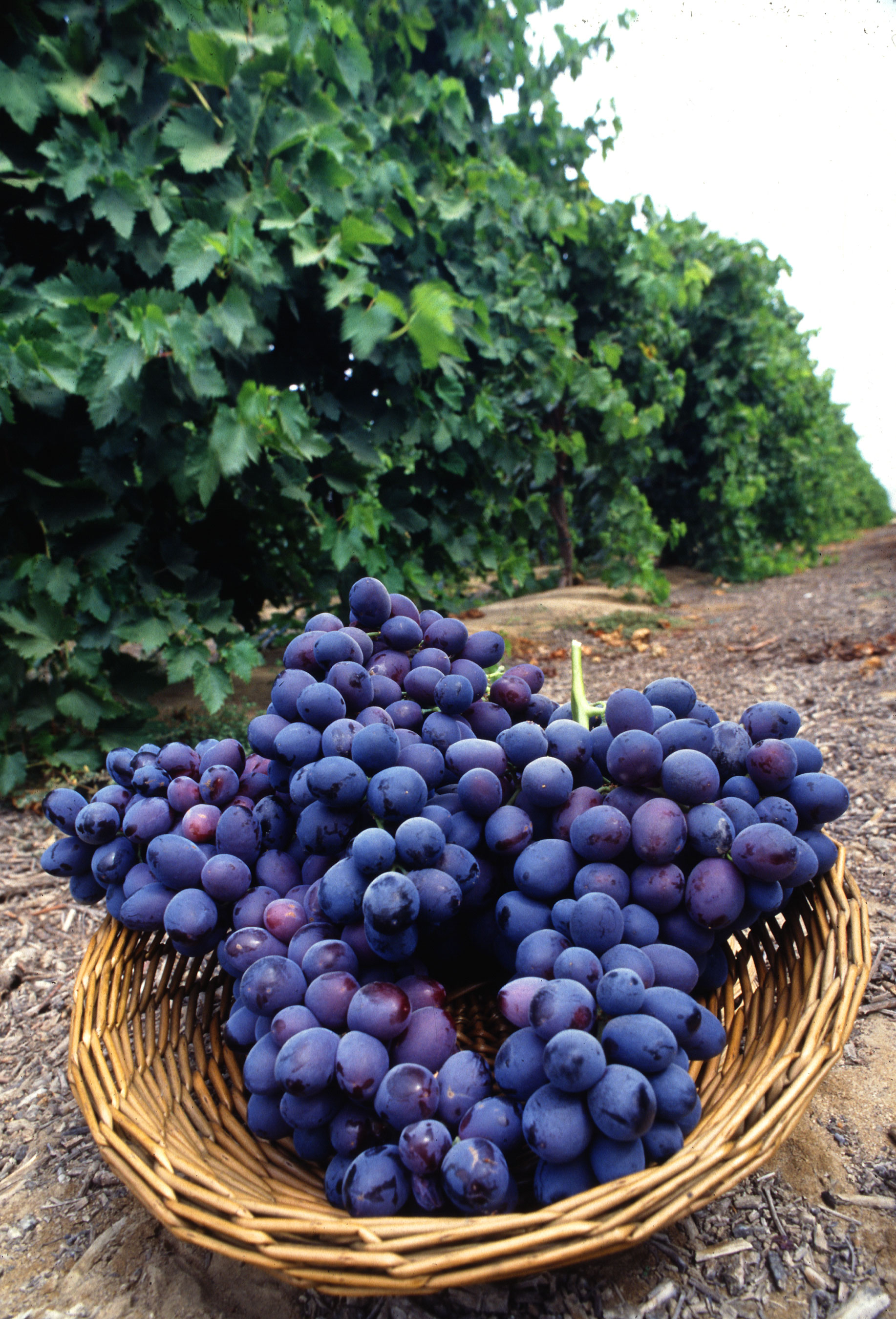
La vid, el fruto más cultivado en Angaco.

La principal actividad económica es la vitivinícola. Angaco presenta buen riego con una red de canales que habilitan a sus tierras para los cultivos más diversos, favoreciendo el cultivo intenso de viñedos permitiendo la elaboración de vinos de calidad óptima, y uvas de mucho tenor azucarino, especialmente las uvas blancas, lo mismo ocurre con las pasas de uva.
También se destacan plantaciones de melones, especialmente en las variedades “Bandera Blanca” y “Californianos”, olivos y otros estacionales.
La industria está representada principalmente por bodegas en funcionamiento, secaderos de pasas, fábricas de dulces y conservas y criaderos de animales.
En cuanto a la Minería, Angaco, en la Sierra de Pie de Palo, presenta reservas de minerales de importancia económica valorables: talco, amianto, grafito, gemas semi preciosas, corindones, berilios, turmalinas, cuarcita y rocas de aplicación, dentro de la familia de los solidificados y otras reservas que darían un sobresaliente saldo económico.

### Turismo
Su principal asentamiento Villa del Salvador posee varios atractivos turísticos.
- Turismo científico
- Quebrada de Los Molles

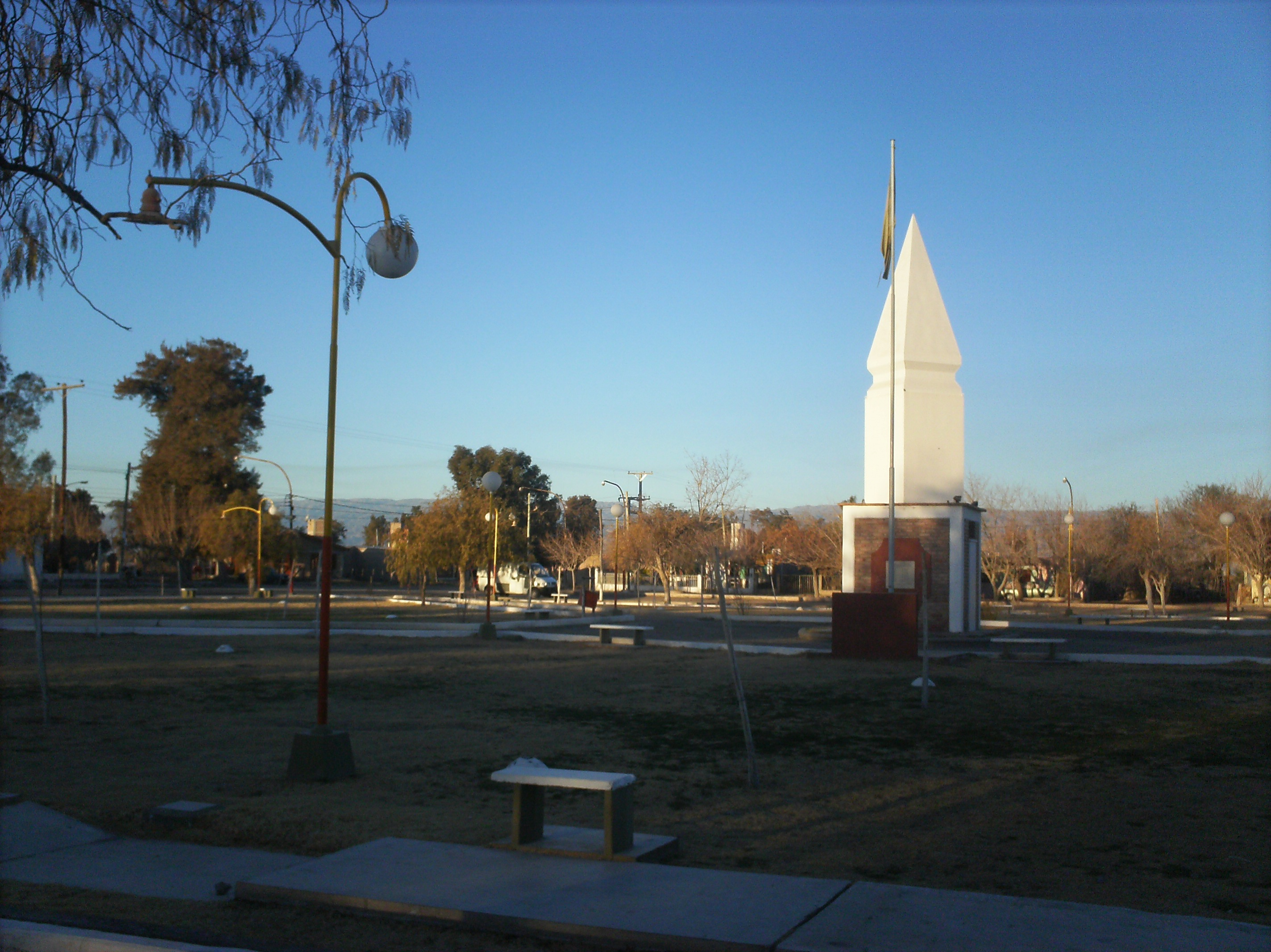
La plaza principal de la localidad.

En la Sierra de Pie de Palo se encuentra una quebrada de unos 2 km de extensión que presenta inscripciones en sus paredes. Se lo conoce como “Quebrada del Molle” o como “Lagar Grande”.
Las figuras impresas son algunas antropomórficas y otras de diseño esquemático y abstracto. Se estima que fueron realizadas por habitantes anteriores a la conquista española.
Las obras de arte rupestre (petroglifos) fueron encontradas en el valle del río San Juan y están emplazadas en las quebradas del norte de la sierra de Pie de Palo, a los 31° 20' S y a 68° 10' O. La aproximación descriptiva, generalmente ignorada, de la obra como materialidad y desde sus operaciones mínimas, posibilitan reflexionar sobre ella y derivar de allí categorías estético-formales que permiten una ampliación del campo de conocimiento del arte rupestre y de quienes lo produjeron.

#### Lugares histórico
Monolito del Campo de Batalla
Historia de la Difunta Teresa cuenta que hacia finales del siglo XIX Teresa de Vargas vivía con su esposo en las tierras al norte de los baños de Guayaupa. Allí tenía a su cargo un real, una especie de posta, paso obligado para los viajeros y los trabajadores de las minas cercanas. En el lugar además de descansar y alimentarse, podía obtenerse agua, carbón, leña y otros productos básicos. Teresa era una mujer muy servicial y bondadosa, acostumbrada a prestar ayuda a todo aquel que la necesitase. Al morir la enterraron junto a su vivienda y según cuentan los lugareños siguió brindando auxilio a quienes invocaron su protección al pasar junto a su tumba. Posteriormente, junto a su tumba se ha construido una piecita, convertida en humilde oratorio, en cuyo interior se conservan numerosas muestras de agradecimiento de quienes alimentan el culto por la Difunta Teresa.